# La stella del cinema
Pour plus de détails, voir Fiche technique et Distribution.
La stella del cinema est un film italien de type comédie musicale réalisé par Mario Almirante et sorti en 1931.

## Synopsis
Le film raconte les aventures sentimentales de Rosa et de Nerio, qui arrivent aux studios comme figurants et deviennent les stars du nouveau cinéma parlant.

## Fiche technique
- Réalisation : Mario Almirante
- Scénario :  Gian Bistolfi
- Photographie : Anchise Brizzi
- Musique : Pietro Sassoli
- Montage : Mario Almirante, Mario Serandrei
- Durée : 70 minutes
- Visa de la censure : 31 mai 1931[1]
- Dates de sortie : 20 juin 1931 ( Royaume d'Italie)

## Distribution
- Grazia del Rio : Rosa Bianchi
- Elio Steiner : Nerio Fumi
- Sandra Ravel : Vera Albador - la diva
- Fulvio Testi
- Giuseppe Masi
- Nino Marchesini
- Giovanni Onorato
- Maria Jacobini
- Dria Paola
- Armando Falconi